# Wolfsland (Fernsehreihe)
Wolfsland ist eine deutsche Kriminalfilmreihe mit Götz Schubert und Yvonne Catterfeld in den Hauptrollen, die seit Dezember 2016 in unregelmäßigen Abständen im Rahmen des „DonnerstagsKrimis im Ersten“ ausgestrahlt wird.

## Inhalt

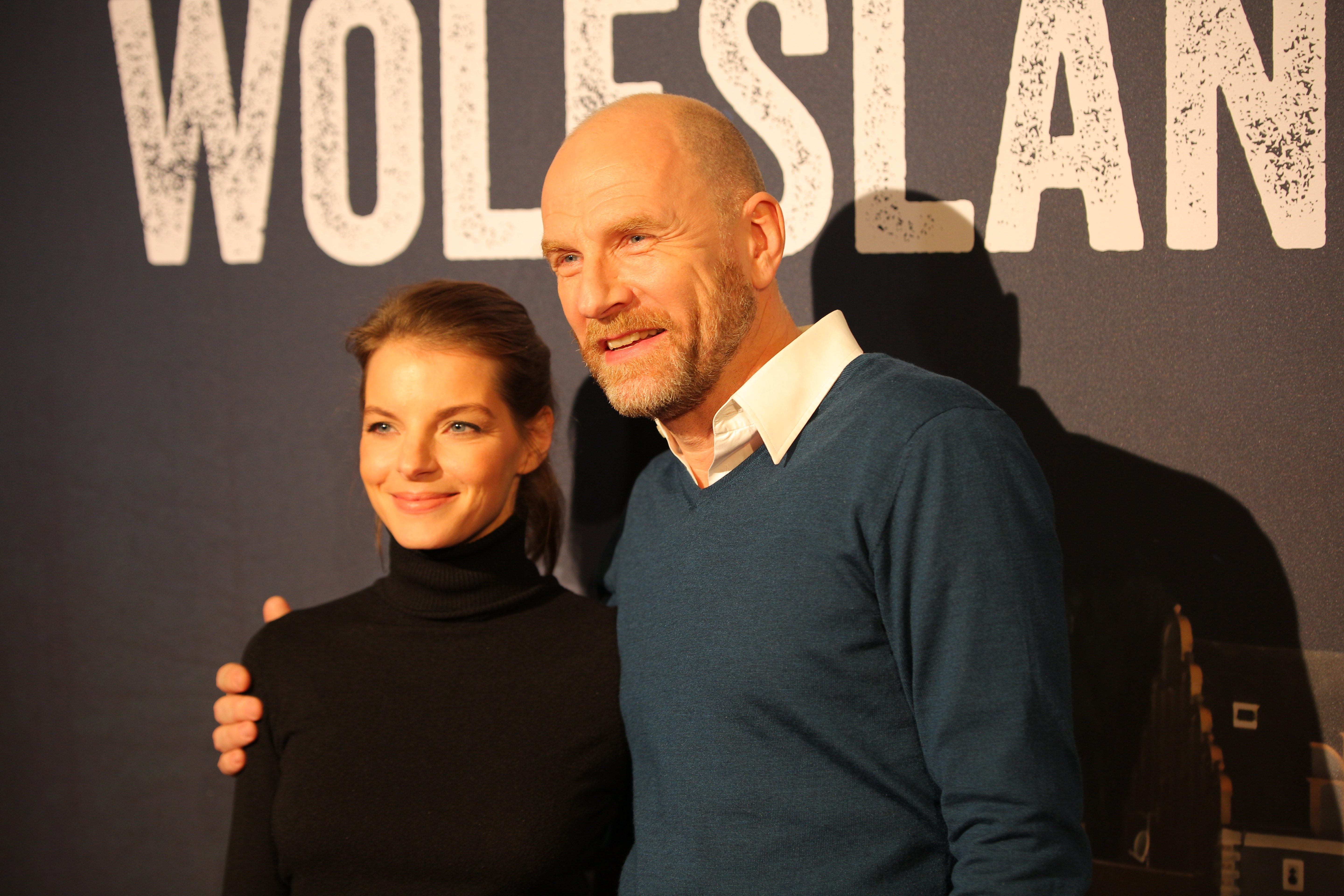
Yvonne Catterfeld und Götz Schubert (2016)

Die in Erfurt geborene Kommissarin Viola Delbrück lässt sich von Hamburg in die Oberlausitz versetzen. Sie möchte ihre Vergangenheit hinter sich lassen und in Görlitz neu anfangen. Im neuen Kommissariat wird sie dem schroffen Eigenbrötler „Butsch“ zugeteilt. Unterstützung bei den Ermittlungen erhalten sie vom Kriminaltechniker Jakob (Uli) Böhme.
In den ersten beiden Fällen ist der Kommissariatsleiter Gregor Ebertin, der zu seinem Schwager Butsch ein gespaltenes Verhältnis hat, seit Nadja (Butschs Frau und seine Schwester) verstorben ist. Ebertin hofft, indem er dem Schwager die neue Kollegin als Aufpasser vor die Nase setzt, dessen vorzeitiges und unfreiwilliges Ausscheiden aus dem Polizeidienst verhindern zu können. Nach dem Tod des Darstellers Andreas Schmidt 2017 wurde die Rolle aus dem Drehbuch geschrieben. Seit dem vierten Fall ist der neue Dienststellenleiter Dr. Tobias Grimm im Einsatz, der Jura und Philosophie studiert hat. Er ließ sich von Dresden nach Görlitz versetzen. Von seinen Dresdner Kollegen bekam er zum Abschied ein Formicarium, um das er sich liebevoll kümmert. Gegenüber Butsch und Delbrück ist er stets freundlich, stellt aber unvermittelt überraschende Fragen, die seine Kollegen stutzig machen.
Überschattet wird der Neuanfang der Kommissarin durch ihren Ex-Mann Dr. Björn Delbrück, der sie stalkt, bedroht und lebensgefährlich verletzt. Dabei war sie extra von Hamburg nach Görlitz gekommen, um dem Psychopathen zu entkommen. Nachdem er sich in den ersten beiden Fällen gegen Violas Willen als Psychiater mit an den Ermittlungen beteiligte, wird er später festgenommen. In Heimsuchung, dem sechsten Fall der Reihe, muss er sich in einer Gerichtsverhandlung wegen der Entführung und des Mordversuchs an Viola verantworten. Obwohl der Ex sich selbst in allen Anklagepunkten für schuldig erklärt, macht er dennoch seiner Frau vor dem Richter den Vorwurf, mitschuldig zu sein. Er wird wegen Menschenraubes in Tateinheit mit versuchter Vergewaltigung und versuchten Mordes zu einer Freiheitsstrafe von acht Jahren verurteilt.
Dienststellenleiter Dr. Tobias Grimm beruft in Böses Blut, dem neunten Fall der Reihe, Anne Konzak als Staatsanwältin und Spezialistin für Gewalt gegen Frauen vom Kommissariat Dresden nach Görlitz. Konzak steht in Verdacht, Teil der gefährlichen Mafiabande „Das dreckige Dutzend“ zu sein. Tatsächlich war sie aber nur mit der Anführerin Jenni Meißner alias Brad liiert, was sie jedoch erpressbar machte. Mittlerweile ist sie mit Hauptkommissar Butsch in einer festen Beziehung. Die Bande wird letztlich im 15. Fall In der Schlinge zerschlagen und hat auch Butschs Ex-Frau Thea auf dem Gewissen.

## Besetzung

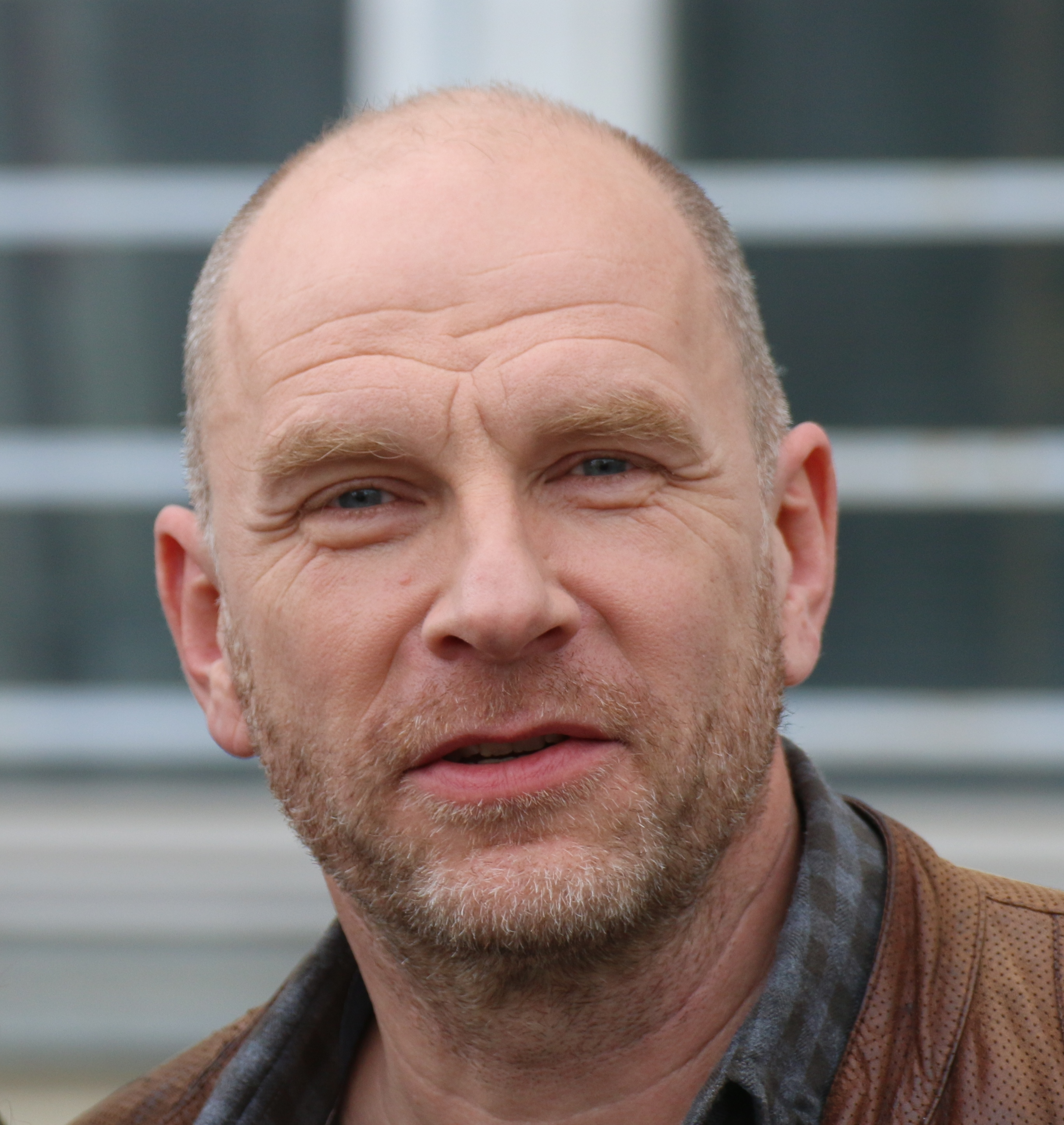
Götz Schubert
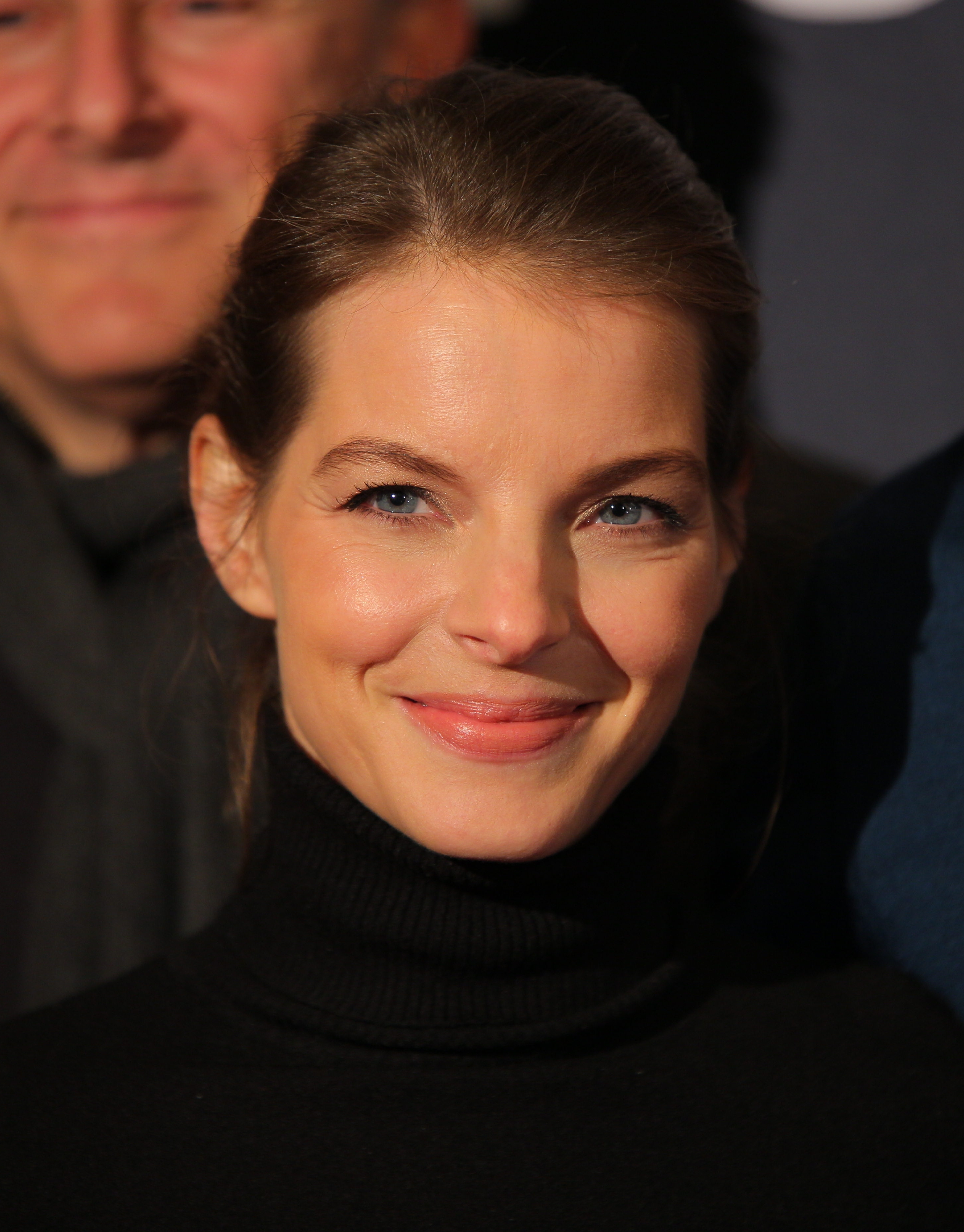
Yvonne Catterfeld
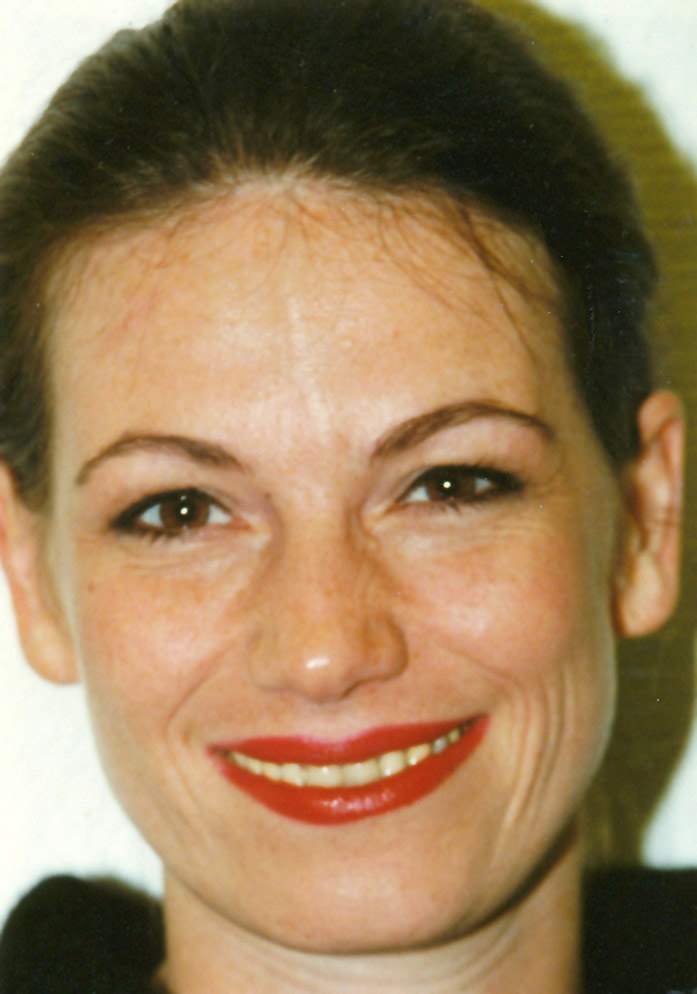
Sabine Vitua
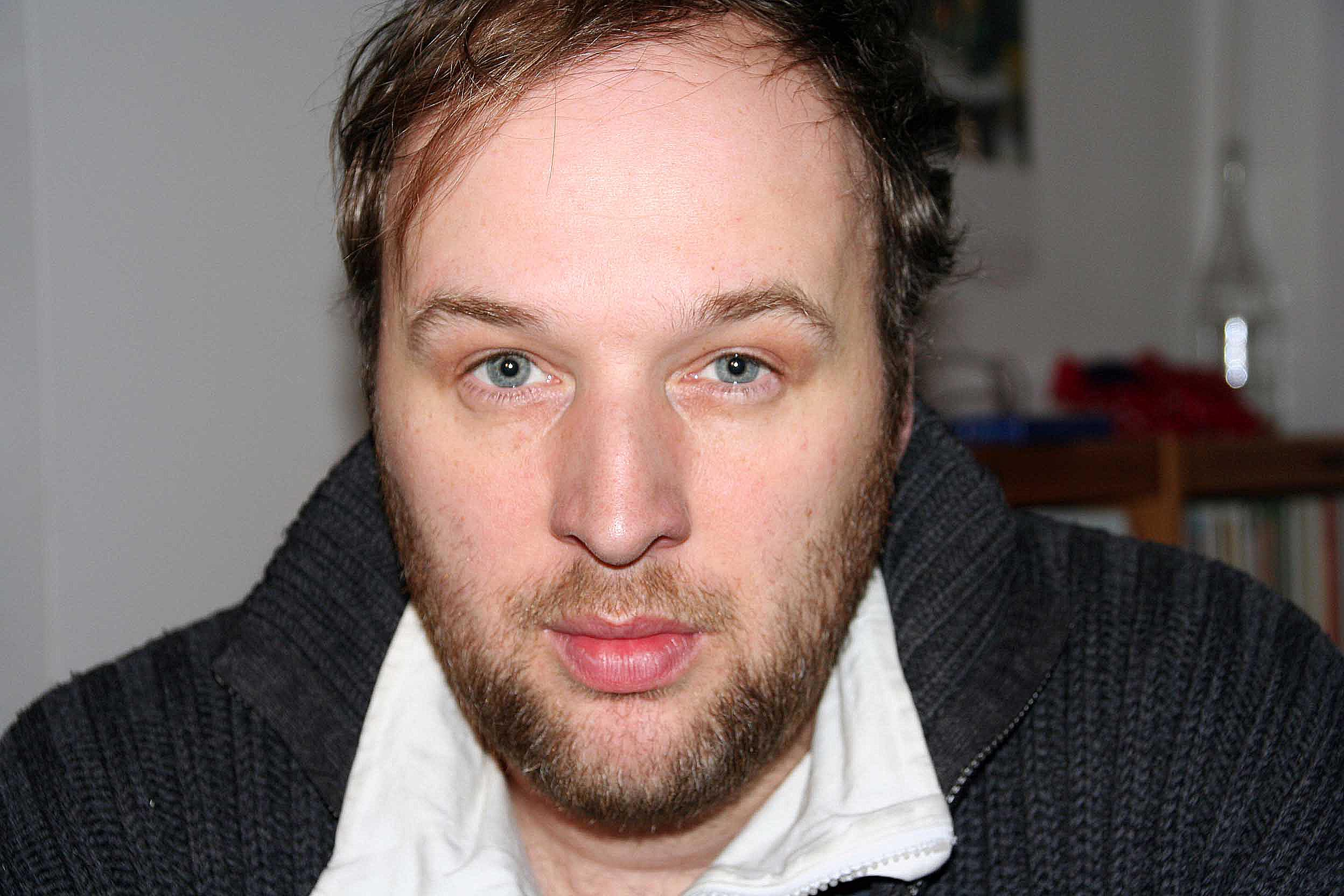
Stephan Grossmann
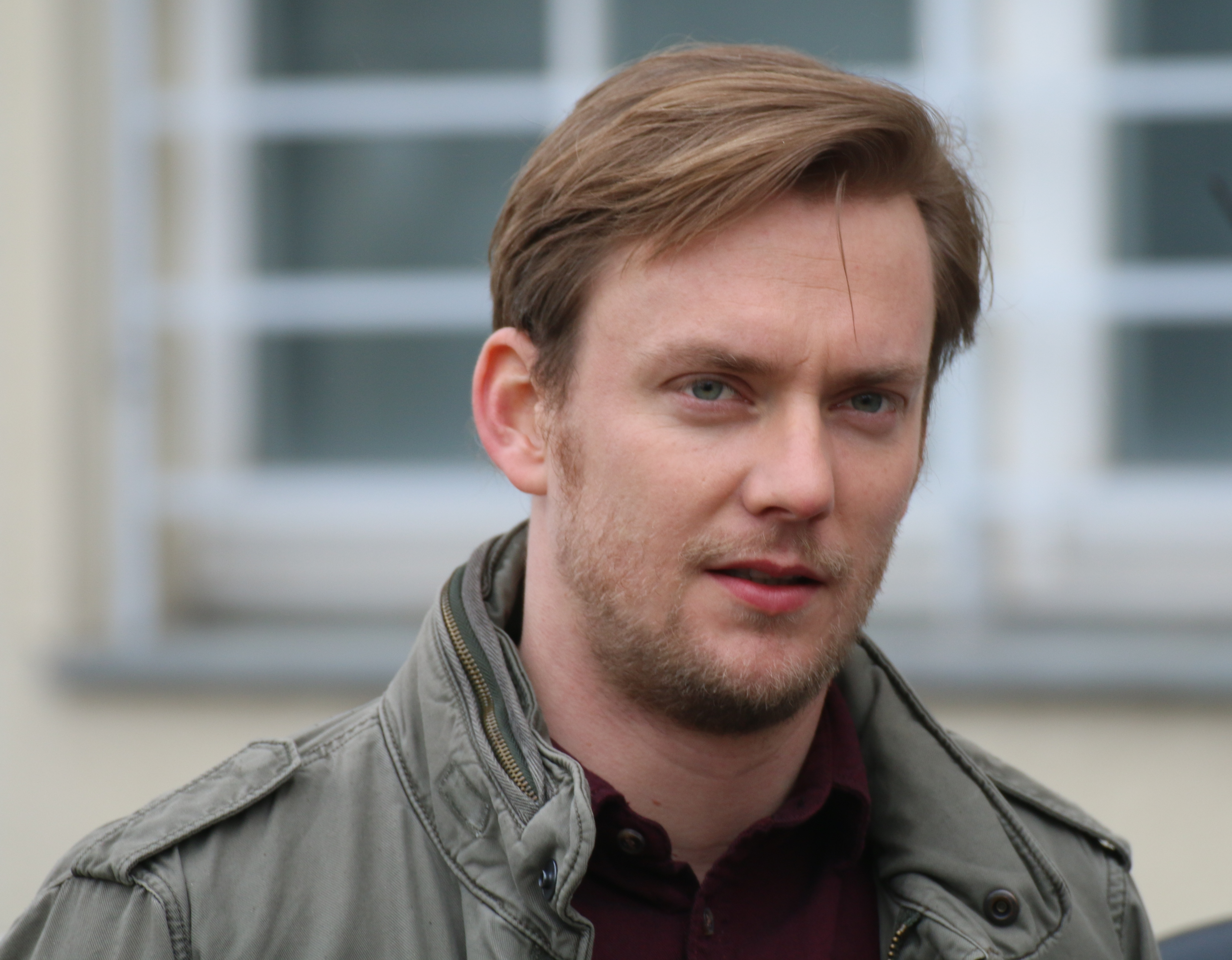
Jan Dose
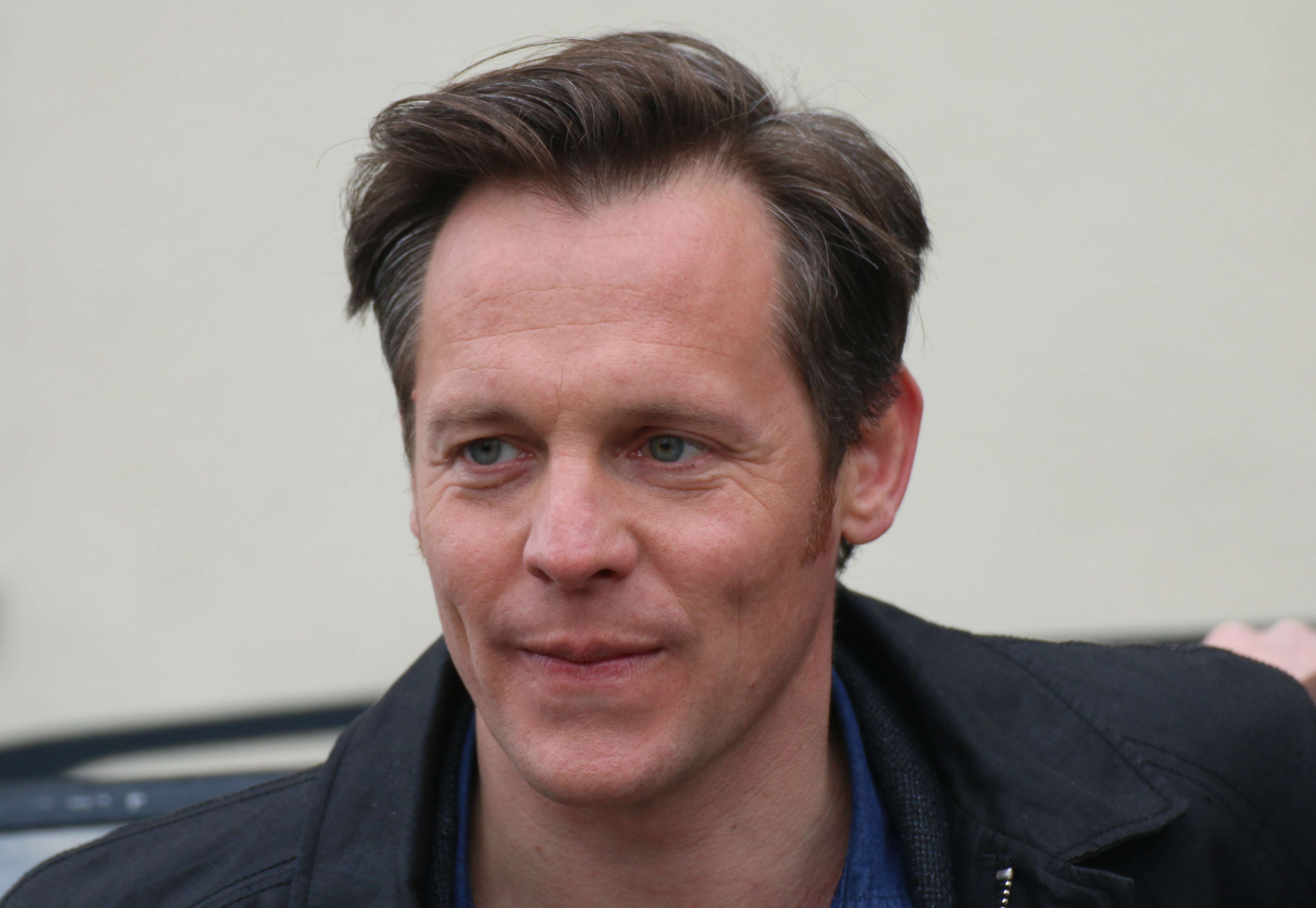
Johannes Zirner
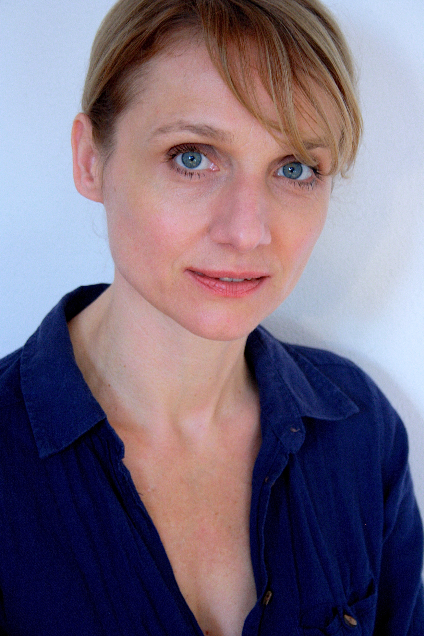
Christina Große
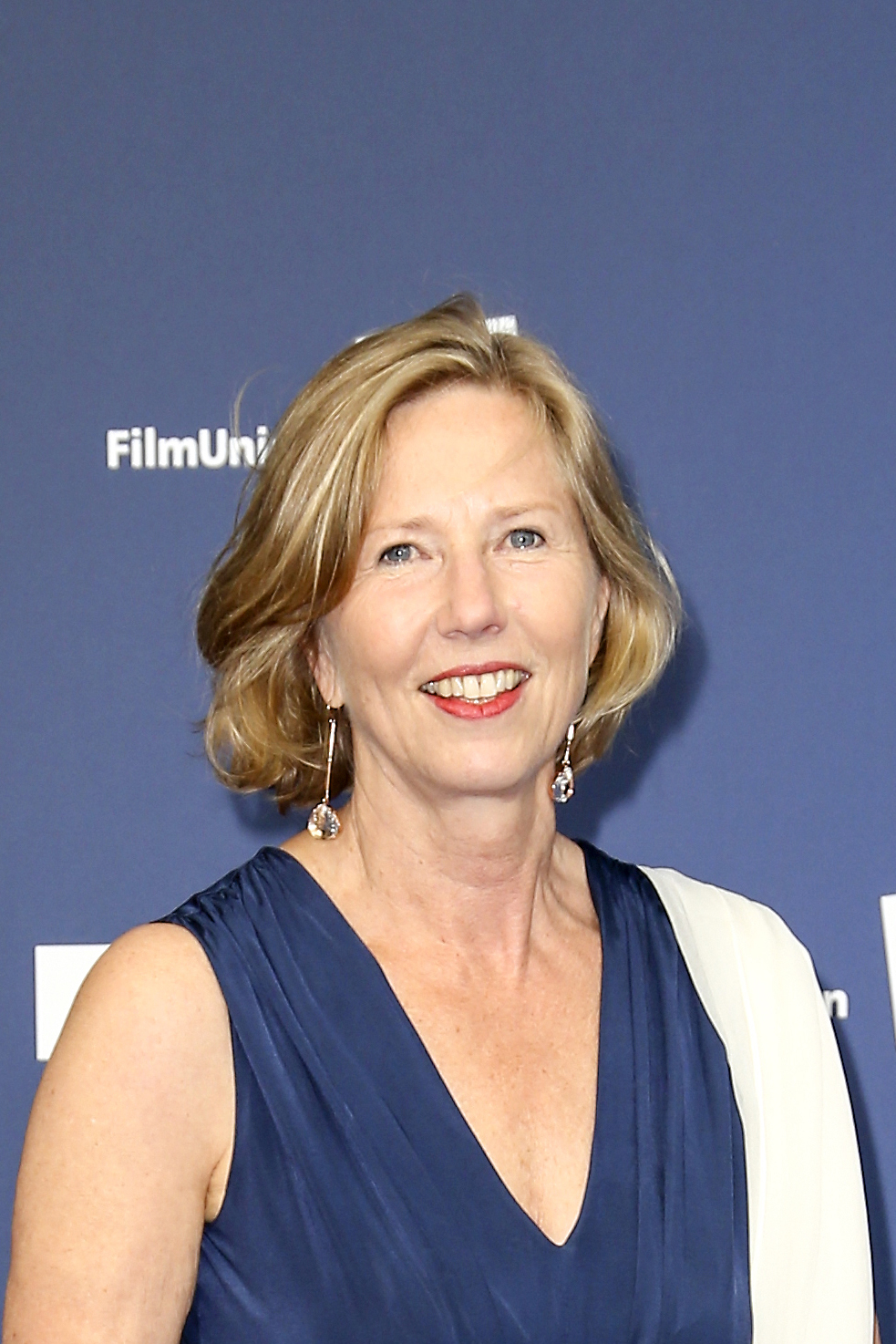
Petra Zieser

| Schauspieler      | Rollenname               | Position                                                                                  | Episoden    | Zeitraum  |
| ----------------- | ------------------------ | ----------------------------------------------------------------------------------------- | ----------- | --------- |
| Götz Schubert     | Burkhard „Butsch“ Schulz | Kriminalhauptkommissar                                                                    | 1–          | seit 2016 |
| Yvonne Catterfeld | Viola „Kessie“ Delbrück  | Kriminalhauptkommissarin                                                                  | 1–          | seit 2016 |
| Sabine Vitua      | Thea †                   | Ehefrau von Burkhard „Butsch“ Schulz, wird von Mafiabande „Das dreckige Dutzend“ ermordet | 1, 6, 9, 15 | 2016–2024 |
| Andreas Schmidt   | Georg Ebertin            | Kommissariatsleiter                                                                       | 1–2         | 2016      |
| Stephan Grossmann | Dr. Tobias Grimm         | Kommissariatsleiter                                                                       | 4–          | seit 2018 |
| Jan Dose          | Jakob (Uli) Böhme        | Kriminaltechniker                                                                         | 1–          | seit 2016 |
| Johannes Zirner   | Dr. Björn Delbrück       | Psychiater, Ex-Mann von Viola                                                             | 1–4, 6      | 2016–2019 |
| Christina Große   | Anne Konzak              | Staatsanwältin, Freundin von Burkhard „Butsch“ Schulz                                     | 9, 11–      | seit 2021 |
| Petra Zieser      | Rose Delbrück            | Mutter von Viola                                                                          | 11–         | seit 2022 |

## Episodenliste
| Folge | Titel                    | Erstausstrahlung  | Regie              | Zuschauer             |
| ----- | ------------------------ | ----------------- | ------------------ | --------------------- |
| 1     | Ewig Dein                | 8. Dezember 2016  | André Erkau        | 4,14 Mio. (13,1 % MA) |
| 2     | Tief im Wald             | 15. Dezember 2016 | Tim Trageser       | 5,01 Mio. (16,0 % MA) |
| 3     | Der steinerne Gast       | 24. Mai 2018      | Max Zähle          | 5,04 Mio. (17,9 % MA) |
| 4     | Irrlichter               | 31. Mai 2018      | Till Franzen       | 5,11 Mio. (19,2 % MA) |
| 5     | Das heilige Grab         | 28. November 2019 | Francis Meletzky   | 5,09 Mio. (16,7 % MA) |
| 6     | Heimsuchung              | 5. Dezember 2019  | Francis Meletzky   | 4,62 Mio. (15,6 % MA) |
| 7     | Kein Entkommen           | 3. Dezember 2020  | Till Franzen       | 5,59 Mio. (17,7 % MA) |
| 8     | Das Kind vom Finstertor  | 10. Dezember 2020 | Till Franzen       | 5,69 Mio. (17,7 % MA) |
| 9     | Böses Blut               | 2. Dezember 2021  | Alexander Dierbach | 5,82 Mio. (19,9 % MA) |
| 10    | Die traurigen Schwestern | 9. Dezember 2021  | Hannu Salonen      | 5,81 Mio. (20,2 % MA) |
| 11    | 20 Stunden               | 22. Dezember 2022 | Cüneyt Kaya        | 6,55 Mio. (23,8 % MA) |
| 12    | Das dreckige Dutzend     | 29. Dezember 2022 | Felix Herzogenrath | 5,07 Mio. (18,7 % MA) |
| 13    | Das schwarze Herz        | 25. Dezember 2023 | Ole Zapatka        | 4,34 Mio. (16,9 % MA) |
| 14    | Tote schlafen schlecht   | 28. Dezember 2023 | Ole Zapatka        | 5,17 Mio. (19,7 % MA) |
| 15    | In der Schlinge          | 31. Oktober 2024  | Ole Zapatka        | 5,39 Mio. (23,3 % MA) |
| 16    | Schwarzer Spiegel        | 7. November 2024  | Ole Zapatka        |                       |

## Kritik
Das Redaktionsnetzwerk Deutschland charakterisiert „de[n] muffelige[n] Kommissar aus der Lausitz und die zugereiste Kollegin aus Hamburg [als] ein dysfunktionales Team mit viel Konfliktpotenzial.“ Die Krimireihe gehöre nicht „zu den gemütlichen TV-Krimis, in denen vor landschaftlich reizvoller Kulisse knifflige Fälle geduldig aufgedröselt werden. Kommissar Schulz, der prinzipiell alle mit du anredet, gehört zur Riege der Außenseiterkriminalisten, die weniger den Dienstvorschriften als ihrem untrüglichen Instinkt folgen. Er könnte durchaus als maulfaule Ostversion von Götz Georges Schimanski durchgehen.“
Oliver Armknecht von film-rezensionen.de kritisiert sehr hart: „Tatsächlich ist die Hauptfigur nach wie vor ein großer Knackpunkt der Reihe. Klar, die Zeit, in der Polizisten oder vergleichbare Charaktere strahlende Helden sein müssen, die ist vorbei. Man muss jemanden, der gerade einen Mord aufklärt, nicht zwangsläufig mögen, um mit ihnen einen spannenden Fall zu erleben. Wenn jemand aber so konstant unerträglich ist wie Schulz, dann ist das schon kontraproduktiv. Es ist nicht einmal so, dass seine ständigen Grenzüberschreitungen in irgendeiner Form unterhaltsam wären. Ekel können schon Spaß machen. Bei Wolfsland: 20 Stunden gibt es keinen Spaß. Da gibt es nur die Frage, wie jemand wie er es in die Position geschafft hat, da man nicht einmal das Gefühl hat, dass seine mangelnden charakterlichen Stärken durch ein Plus an Kompetenz ausgeglichen würden.“